# شويعرة طويلة
الشويعرة الطويلة نوع نباتي يتبع جنس الشويعرة من الفصيلة النجيلية. ينتشر هذا النوع في كاليفورنيا الأمريكية وولاية باخا كاليفورنيا (كاليفورنيا السفلى) في المكسيك.